# Wiener Wasserversorgung

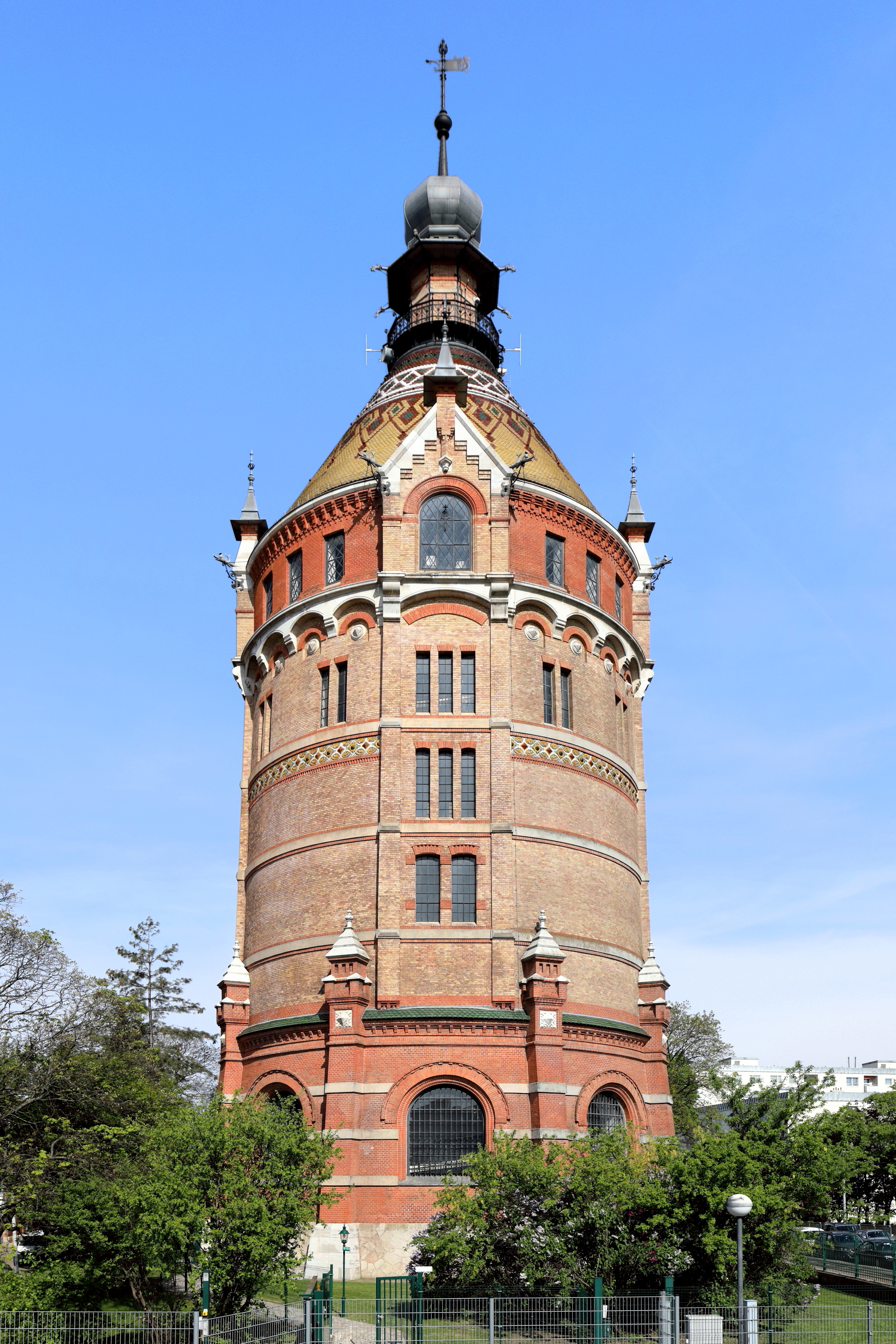
Ehemaliger Wasserturm Favoriten am Wienerberg

Die Wiener Wasserversorgung wird durch zwei Hochquellenleitungen (auch als Hochquellenwasserleitung bezeichnet) sowie verschiedene Grundwasserspender gewährleistet, die in Ausnahmefällen in das Leitungssystem eingebunden werden. Insgesamt können damit täglich bis zu 589.000 m³ Trinkwasser in die österreichische Bundeshauptstadt geleitet werden.
Der durchschnittliche Tagesverbrauch liegt bei 367.917 m³ Trinkwasser, das entspricht etwa 221 Liter pro Einwohner (Stand 2010). Der höchste Tagesverbrauch betrug im Jahr 2010 506.980 m³, der niedrigste 298.850 m³. Das Rohrnetz in der Stadt hat eine Länge von rund 3.023 km (2010) und versorgt rund 100.000 Häuser in Wien. Betreiber der gesamten Wasserversorgung ist die Magistratsabteilung 31 (Wiener Wasser) der Gemeinde Wien, die für Betrieb und Instandhaltung zuständig ist. Verbrauchtes Wasser wird durch die Wiener Kanalisation abgeleitet.

## Geschichte

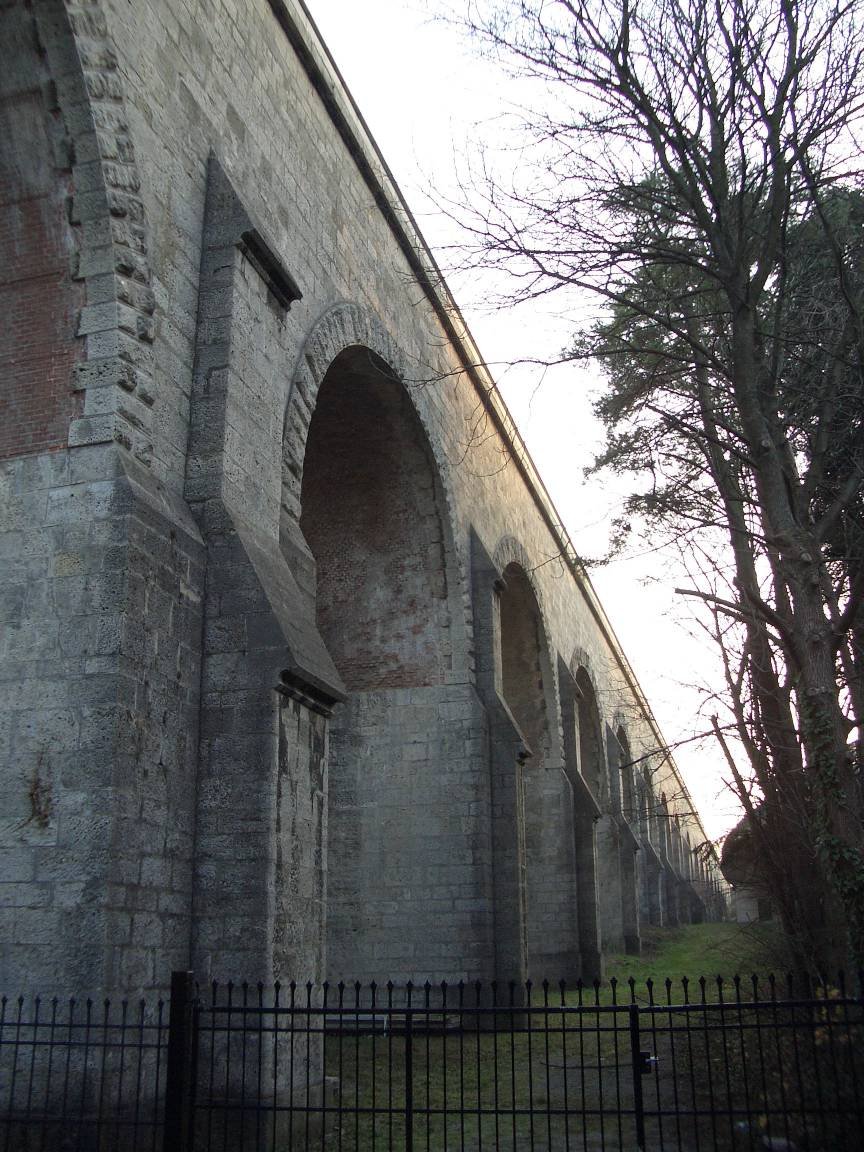
Aquädukt Baden der I. Wiener Hochquellenleitung in Baden bei Wien

Bereits zur Römerzeit versorgte eine ca. 20 bis 30 km lange Wasserleitung das damalige römische Militärlager Vindobona. Sie erhielt ihr Wasser aus den Bächen am Ostrand des Wienerwaldes. Das genaue Quellgebiet ist unbekannt. Die letzte Fundstelle liegt im Liesingtal bei Rodaun, was auf eine Nutzung von Gewässern des Einzugsgebietes der Liesing deutet. Es gibt zwar in der Literatur Hinweise auf eine Herkunft des Wassers aus dem Gebiet des heutigen Perchtoldsdorf und Gumpoldskirchen an der Thermenlinie, dafür gibt es aber keine konkreten Belege oder archäologische Fundstellen. Zur Transportkapazität dieser Leitung ist publiziert, dass sie vier bis acht Millionen Liter Wasser pro Tag liefern konnte. Das wird als ausreichend betrachtet, um eine Siedlung mit ca. 20.000 Personen samt Tieren nach dem damaligen Stand der Technik zu versorgen, zumal es auch eine weitere Leitung aus dem Gebiet von Hernals (und wohl auch Hausbrunnen) gab. Nach dem Ende der römischen Herrschaft verfiel das unterirdische Leitungssystem und vom Mittelalter bis ins beginnende 16. Jahrhundert hinein wurde der Wasserbedarf wieder aus Hausbrunnen gedeckt. Durch den lehmigen Untergrund und die damaligen hygienischen Bedingungen wurde die Qualität des Brunnenwassers laufend schlechter.
Erst nach dem großen Brand im Jahre 1525 wurde wieder über die Errichtung eines Wasserverteilungssystems nachgedacht, vor allem um die Löschwasserkapazitäten zu erhöhen. 1562 erhielt der kaiserliche Hof schließlich als erster seine eigene Wasserzuleitung durch die Siebenbrunner Hofwasserleitung, die im Auftrag König Ferdinand I. errichtet wurde. Das Wasser wurde in sieben Brunnen in Oberreinprechtsdorf (Bezirksteil von Margareten) gesammelt und in gusseisernen Rohren zu einem Reservoir unter der Augustinerbastei in Wien geleitet, von wo es wiederum in die Hofburg weitergeleitet wurde.
Ab 1565 wurde mit der Hernalser Wasserleitung schließlich auch für die Bevölkerung Frischwasser zugeleitet. Von den ursprünglichen 1.500 m³ pro Tag blieben später nur 45 m³. Das Wasser wurde nun aus öffentlichen Brunnen von so genannten Wassermännern und Wasserfrauen verkauft. Kaiser Karl VI. hingegen ließ sich das Wasser aus Kaiserbrunn von Wasserreitern in Bottichen bringen. Von der Quelle, die der Kaiser bei einer Jagd entdeckte, dauerten diese Transporte jeweils zweieinhalb Tage.
Im 17. Jahrhundert versorgte der Brunnen am Neuen Markt, welcher von einer Quellenleitung gespeist wurde, die ersten Stadtteile mittels einiger kleinerer Wasserleitungen mit Frischwasser. Dies blieb bis weit ins 19. Jahrhundert hinein das einzige Wasserleitungssystem innerhalb von Wien. So genannte Wasserer – sie verkauften Wasser aus Tanks auf ihren Pferdewagen, mit welchen sie durch die Stadt fuhren – und Hausbrunnen versorgten weiterhin den größten Teil der Bevölkerung mit Wasser. Im Jahr 1804 wurden erstmals auch die damaligen Vorstädte dank der Albertinischen Wasserleitung von Hütteldorf aus mit Wasser versorgt, die unter Albert von Sachsen-Teschen erbaut wurde. Da mit dem Wachstum der Stadt auch die Verschmutzung zunahm, kam es 1830 erstmals zu einer Cholera-Epidemie in Wien, an welcher bis Dezember 1831 rund 2.000 Menschen starben.
Zwischen 1835 und 1841 schließlich wurde das erste flächendeckende Wasserleitungssystem Wiens gebaut: Die Kaiser-Ferdinands-Wasserleitung, welche täglich 20.000 m³ filtriertes Donauwasser in die Stadt brachte. Das Wachstum der Stadt überforderte dieses System schon bald – pro Tag waren nur etwa vier bis fünf Liter für jeden Bewohner möglich. Da das Wasser aus dem nahegelegenen Donaukanal entnommen wurde, war das Wasser nicht viel reiner als das aus den Hausbrunnen. Viele Typhus- und Cholerafälle zwangen zum Handeln.

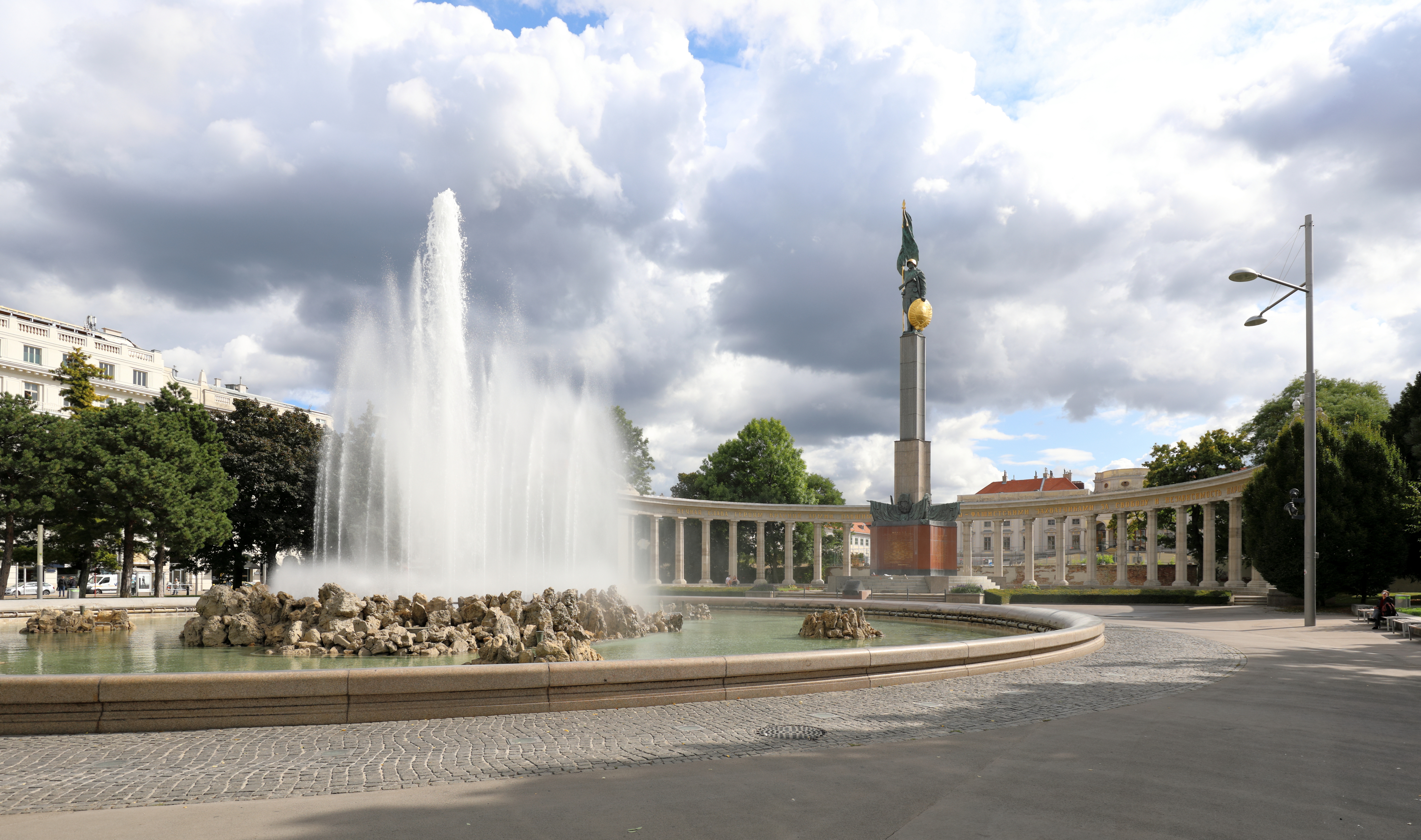
Der Hochstrahlbrunnen am Schwarzenbergplatz und im Hintergrund das „Russendenkmal“

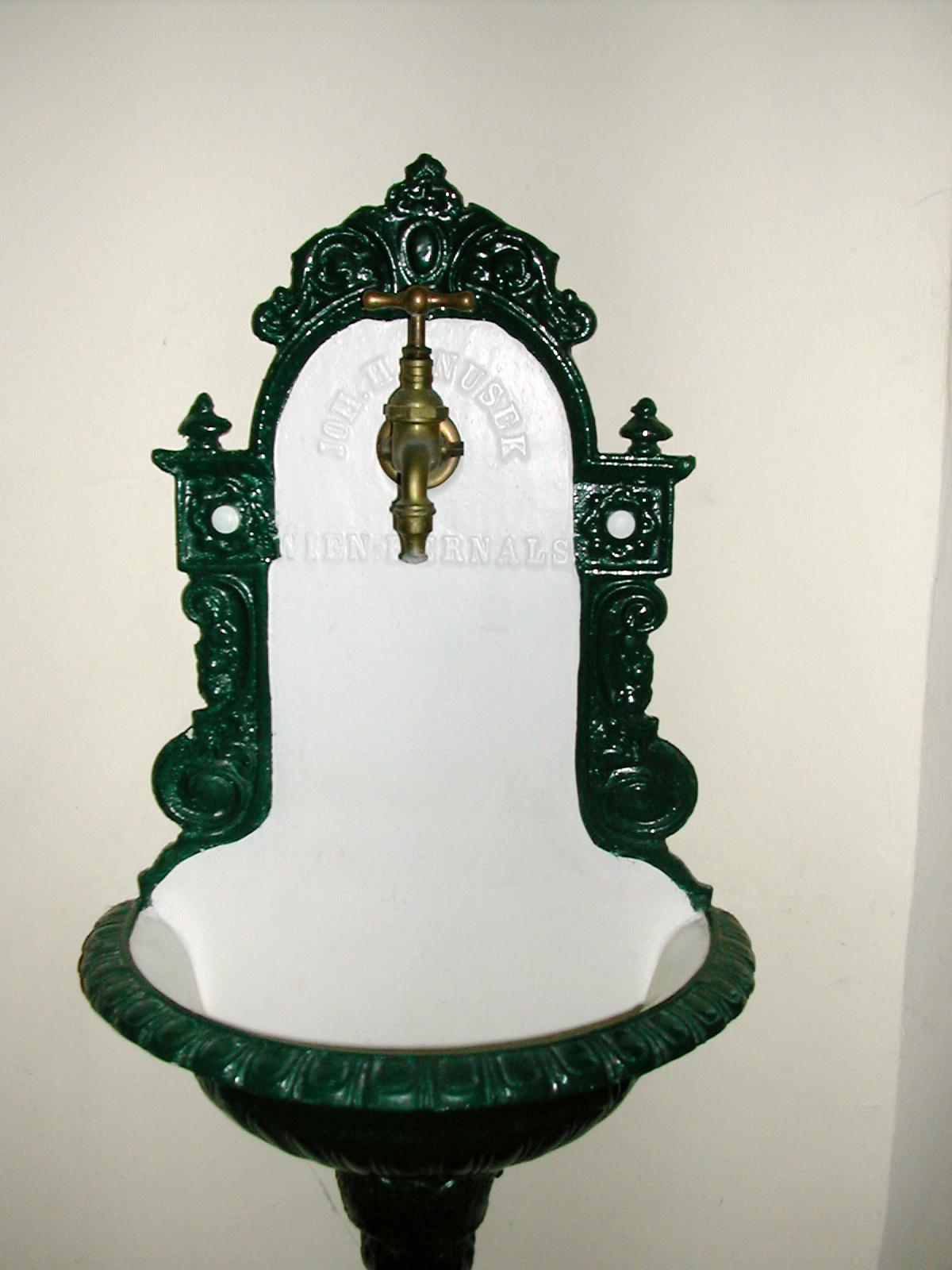
Eine Bassena am Gang eines Mietshauses

Als 1861 bereits die siebenfache Menge dessen notwendig war, was die Kaiser-Ferdinands-Wasserleitung lieferte, kam es zu einer öffentlichen Ausschreibung in der Wiener Zeitung für ein neues Wasserversorgungssystem. Es gewann das Projekt des Wiener Geologen und Gemeinderats Eduard Suess und seines Mitarbeiters Carl Junker, welches eine 120 km lange Fernleitung, Wasserspeicher und ein Verteilungssystem beinhaltete. Der Wiener Gemeinderat stimmte dem Projekt am 12. Juli 1864 zu.
Die Bauarbeiten begannen 1870. Nur drei Jahre später wurde die vom niederösterreichischen Rax-Schneeberg-Gebiet entlang der Thermenlinie nach Wien führende I. Wiener Hochquellenwasserleitung fertiggestellt und anlässlich der Weltausstellung am 24. Oktober 1873 als Europas größte Wasserleitung von Kaiser Franz Joseph I. eröffnet. Zur Erinnerung an dieses Bauwerk wurde in Wien der Hochstrahlbrunnen am Schwarzenbergplatz errichtet. Gleichzeitig wurden die Hochbehälter am Rosenhügel, auf der Schmelz, am Wienerberg und am Laaerberg gebaut.
Bereits 1888 waren 90 % der Wohnhäuser des damaligen Wien an das Netz angeschlossen, womit der Großteil der etwa 900.000 Einwohner mit sauberem Trinkwasser versorgt werden konnte. In jeder Etage gab es einen Wasserhahn mit Emaillebecken – die noch heute in zahlreichen Häusern dieser Zeit vorhandene Bassena.
Am 6. November 1896 wurde mit dem Pumpwerk Breitensee in der Hütteldorfer Straße 142 das erste Pumpwerk in Wien in Betrieb genommen.
Nach langem Rechtsstreit wurde zwischen 1895 und 1898 in Untertullnerbach von der belgischen Compagnie des Eaux de Vienne, Societé anonyme der Wienerwaldsee errichtet. Das im Wientalwasserwerk aufbereitete Wasser wurde als Nutzwasser an die Stadt Wien verkauft, die es an verschiedene Abnehmer weiterverkaufte. 1958 erwarb die Stadt Wien das Wasserwerk und nutzte es nach entsprechenden Umbauten bis 2004 als Trinkwasserwerk. Heute dient der Wientalstausee als Retentionsbecken – also als Regenrückhaltebecken.
Durch die rasante Stadtentwicklung reichte das von der ersten Hochquellenleitung gelieferte Wasser bald nicht mehr aus. Deshalb wurde bereits am Anfang des 20. Jahrhunderts unter Bürgermeister Karl Lueger die II. Wiener Hochquellenwasserleitung errichtet. Diese wird von Quellen im Hochschwabgebiet gespeist und wurde 1910 ebenfalls von Kaiser Franz Joseph eröffnet.
Seit 1966 existieren die Tiefbrunnen in der Lobau, auf welche in Sonderfällen oder bei außergewöhnlich hohem Wasserverbrauch zurückgegriffen wird. Das Wasser ist Uferfiltrat der Donau, welches durch die lange Fließzeit im Untergrund etwas härter als Quellwasser ist.
In den 1970er-Jahren wurden im östlichen Wiener Becken, der Mitterndorfer Senke, Grundwasserseen erschlossen. Wegen der Grundwasserverunreinigungen, unter anderem durch die ehemalige Fischer-Deponie, muss dieses Wasser jedoch aufbereitet werden. Die vielen Tests und Verfahren dauerten bis 2004, so dass sie erst seit 2006 Wasser liefern.
Mit Stand von 2024 werden in Wien rund 1.500 städtische Trinkbrunnen versorgt, von April bis September außerdem 75 mobile Trinkbrunnen mit zusätzlicher Sprühnebel-Funktion, 100 mobile Trinkbrunnen mit Sprühnebel-Installationen und zehn Vernebelungsanlagen; hinzu kommen 55 Monumental- und Denkmalbrunnen.

## Allgemeines

### Kapazität
Die einzelnen Anlagen können täglich folgende Maximalmengen liefern:
- I. Hochquellenleitung: 220.000 m³
- II. Hochquellenleitung: 217.000 m³
- Grundwasserwerk Lobau: 80.000 m³
- Wasserwerk Moosbrunn: 62.000 m³
- Diverse kleinere Wasserspender: 10.000 m³

Dies ergibt eine Summe von 589.000 m³. Der durchschnittliche Tagesverbrauch von rund 375.000 m³ wird von den beiden Hochquellenleitungen (I. 173.000 m³, II. 202.000 m³) bedient. Bei außergewöhnlich hohem Wasserverbrauch und in Sonderfällen, wie zum Beispiel bei Wartungsarbeiten oder der sogenannten Abkehr, wird auf die Tiefbrunnen in der Lobau, das Wasserwerk Moosbrunn oder andere noch kleinere Brunnen zurückgegriffen.

### Übersichtskarte

Übersichtskarte der Wege des Wiener Wassers

### Erste Hochquellenleitung

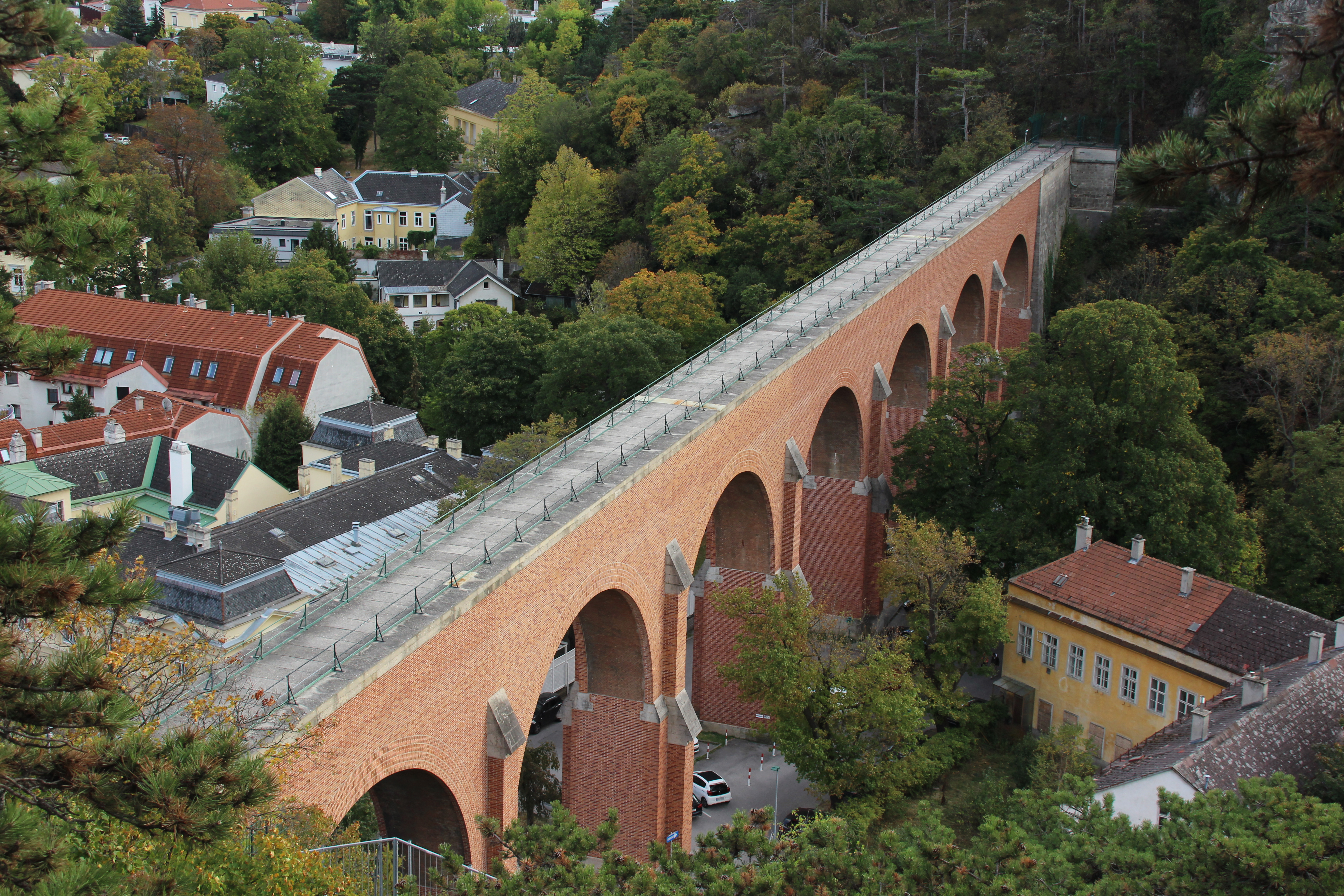
Aquädukt Mödling der Wiener Wasserleitung

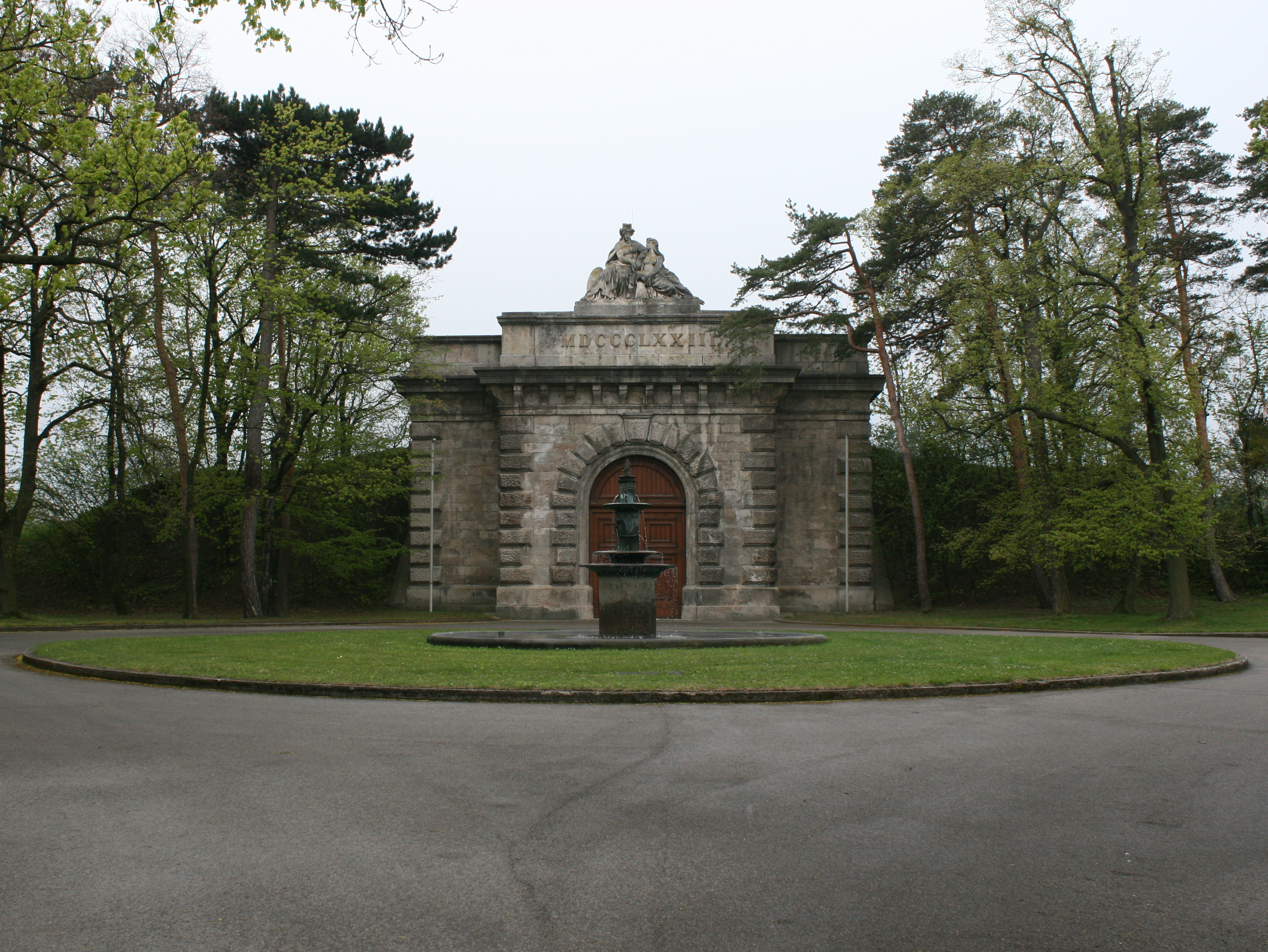
Eingang des Behälters am Rosenhügel

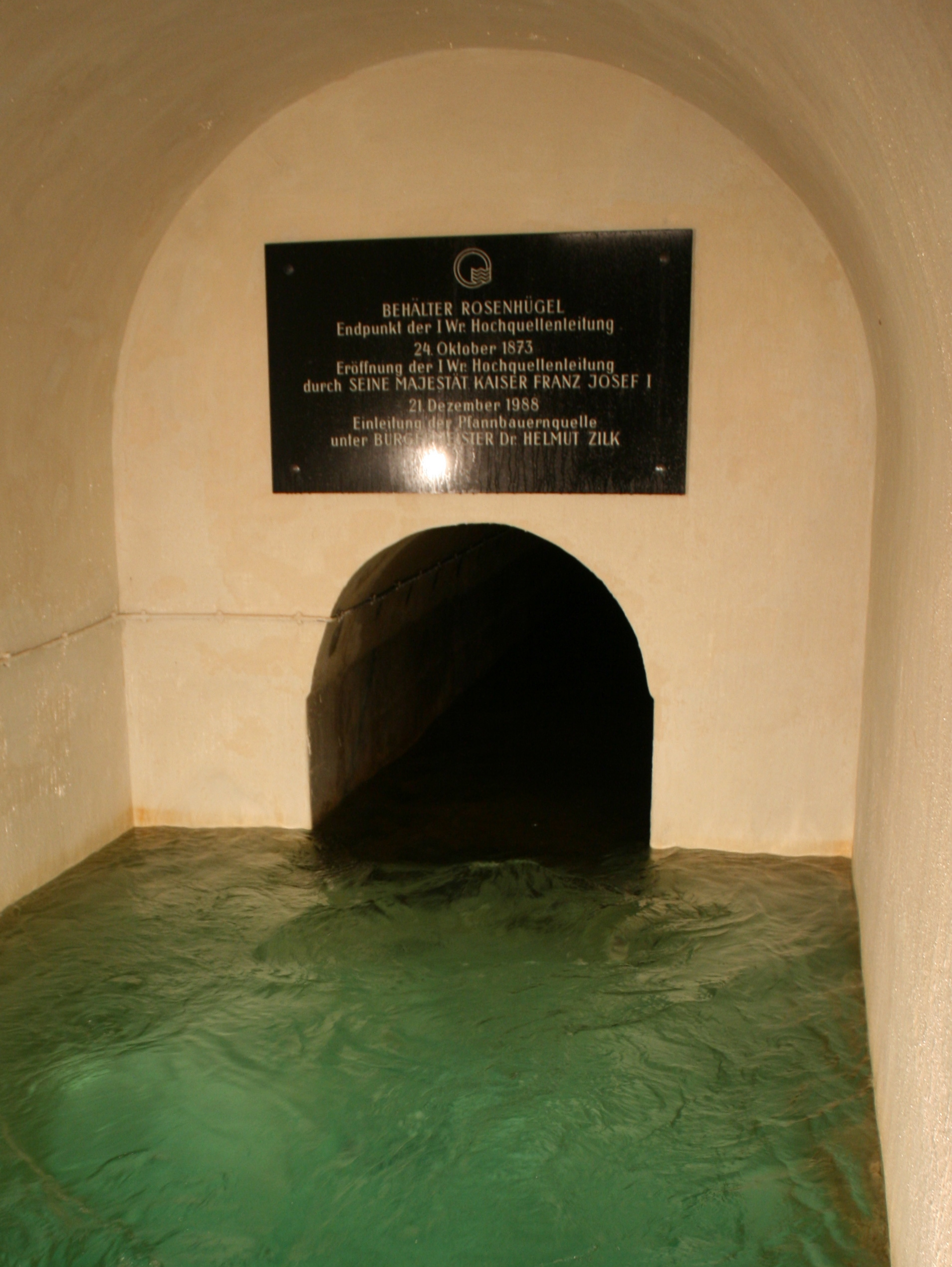
Ende der I. Hochquellenleitung im Behälter Rosenhügel

Hauptartikel: I. Wiener Hochquellenwasserleitung
Die Quellen der größtenteils mit Ziegelmauerwerk erbauten Kaiser Franz Josefs-Wasserleitung, wie die Erste Hochquellenleitung ursprünglich hieß, liegen bei Kaiserbrunn im Schwarzatal zwischen dem bis zu 2.007 m hoch gelegenen Hochplateau der Rax und dem Schneeberg, dem mit 2.076 m höchsten Berg Niederösterreichs. Im Laufe der Jahre wurden noch weitere Quellen, wie die in Gußwerk oder am Fuß der Schneealpe, in die Erste Hochquellenleitung eingespeist. Der Verlauf führt von Kaiserbrunn über Hirschwang durch das Höllental mittels 3 km langen Stollen, durch einen gemauerten Kanal weiter über Payerbach, Neunkirchen, Bad Vöslau, Baden, Mödling bis in die Wasserspeicher wie den Hochbehälter am Rosenhügel im 13. Wiener Gemeindebezirk, von wo es dann weiterverteilt wird.
Das Wasser fließt 16 Stunden, bis es in Wien eintrifft. Der Höhenunterschied beträgt 276 m. Es erwärmt sich dabei um 1,5 – 2 °C. Da das Wasser die gesamte Strecke über in freiem Gefälle fließt, sind keine Pumpstationen notwendig. In den Jahren 1953–1959 wurde in Neusiedl am Steinfeld der Wasserbehälter Neusiedl am Steinfeld mit einem Fassungsvermögen von 600.000 m³ errichtet, der einer der größten Wasserbehälter Europas ist. Der zwischen 1965 und 1968 errichtete Schneealpenstollen ermöglicht auch die Einspeisung von Quellwasser aus der Steiermark.
Das Rohrnetz für die erste Hochquellenleitung wurde von der Firma Elsner & Stumpf, die viele Bauten mit Wasserleitungen ausstattete, errichtet.
Entlang der I. Hochquellenleitung wurde der Wasserleitungswanderweg eingerichtet, der von Kaiserbrunn bis Gloggnitz und Bad Vöslau bis Mödling führt.
Die Quellengebiete auf Rax und Schneeberg gehören großteils der Gemeinde Wien, werden von der Forstverwaltung der Stadt Wien bewirtschaftet und sind heute fast zur Gänze als Wasserschutz-, Quellenschutz- und Landschaftsschutzgebiet ausgewiesen.

### Zweite Hochquellenleitung

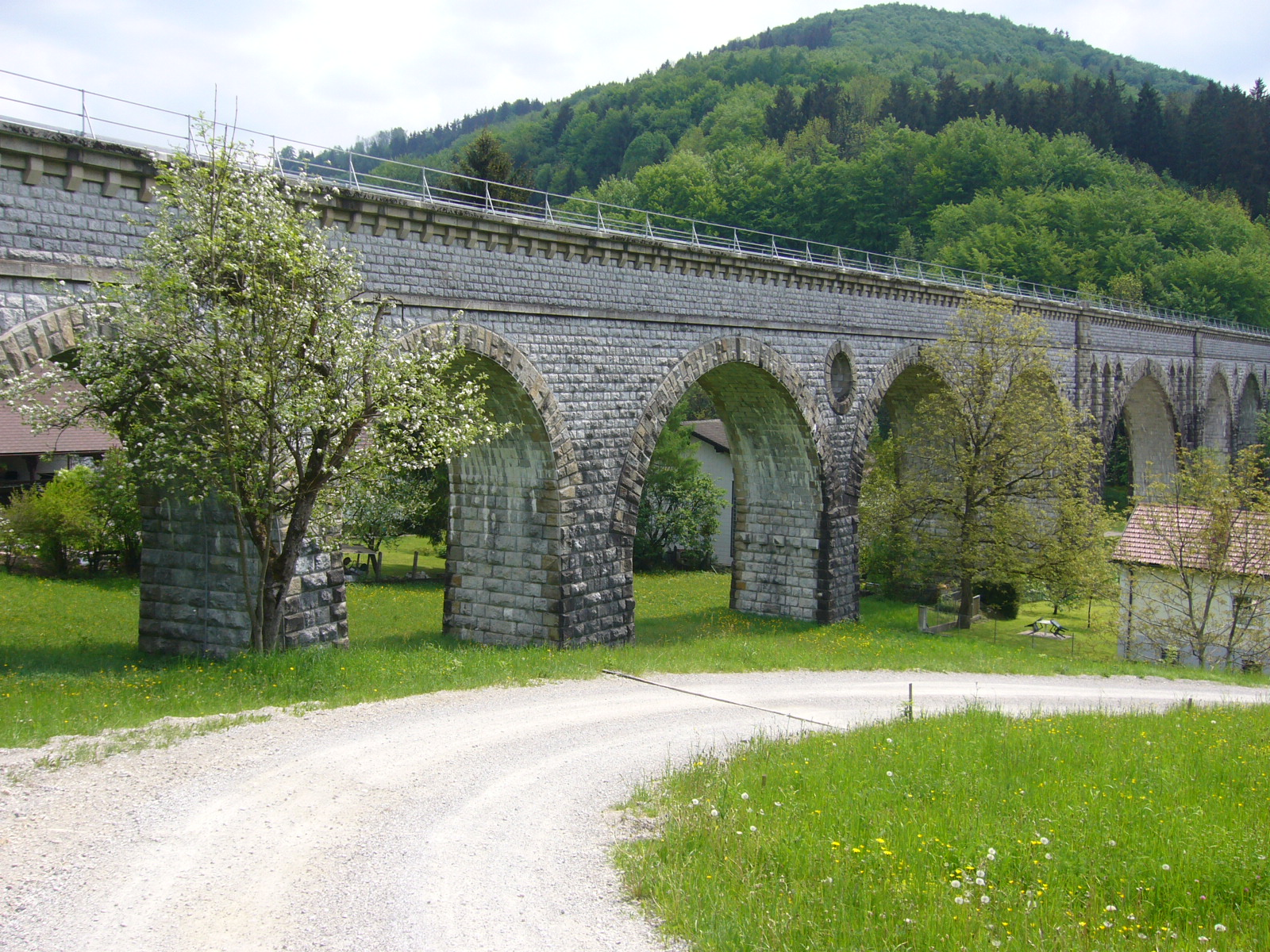
Aquädukt bei St. Anton an der Jeßnitz

Die Zweite Hochquellenleitung wird von Quellen im Hochschwabgebiet gespeist. Sie wurde 1910, ebenfalls von Kaiser Franz Joseph, eröffnet. Auch sie hat ausreichend Gefälle bis Wien, sodass keine Pumpen benötigt werden. Wie bei der ersten Hochquellenleitung sind bereits im Quellgebiet große Höhenunterschiede vorhanden. Dieser Druck wird in Turbinen als Druckbremse abgebaut, die die Umgebung von Wildalpen bis Mariazell mit Strom versorgen. Eines der bekanntesten dieser Kraftwerke ist das Wasserleitungskraftwerk Gaming. Die 200 km lange Leitung, die großteils aus steinenernen Stollen besteht, führt über 100 Aquädukte und 19 Düker, die aus Gussrohrleitungen errichtet wurden, da sie stellenweise bis 9 bar aushalten müssen. Das Wasser benötigt ungefähr 36 Stunden für die Strecke aus dem Quellengebiet bis Wien. Auch bei der Zuleitung in den Hochbehälter Lainz ist der Druck des Zulaufes so stark, dass dort ebenfalls eine Turbine eingebaut wurde, welche jetzt wieder zur Energiegewinnung reaktiviert werden soll. Im Bereich größerer Flüsse sind Ablassschleusen eingebaut, die ein Entleeren der Leitung für Wartungs- und Reinigungsarbeiten, der sogenannten Abkehr ermöglichen.
Die größte der Quellen ist die Kläfferquelle am Fuß des Hochschwabs im steirischen Salzatal, die bei Schneeschmelze eine Schüttung von 10.000 l/s hat (das sind ca. 860.000 m³ oder 860 Mio. Liter pro Tag) und damit zu den größten Trinkwasserquellen Europas zählt. Allerdings hat die Leitung nur ein Fassungsvermögen von 210.000 m³ täglich bei einem durchschnittlichen Leitungsquerschnitt von 1,16 bis 1,92 m Breite und 1,58 bis 2,08 m Höhe.
Der Verlauf der Leitung führt von Wildalpen, Lunz am See, Scheibbs, Wilhelmsburg und Neulengbach über Preßbaum nach Wien.
Der größte Teil des Quellengebietes gehört der Gemeinde Wien, die es vom Stift Admont gekauft hatte.

### Dritte Wasserleitung
Die III. Wiener Wasserleitung schließt das Wasserwerk Moosbrunn in der Mitterndorfer Senke etwa 30 km südlich von Wien an. Sie spendet circa 64.000 Kubikmeter täglich, das ist ein gutes Viertel jeweils der Einspeisung der beiden Hochquellleitungen. Die Anlage ist seit 2006 in Betrieb.

### Hochbehälter

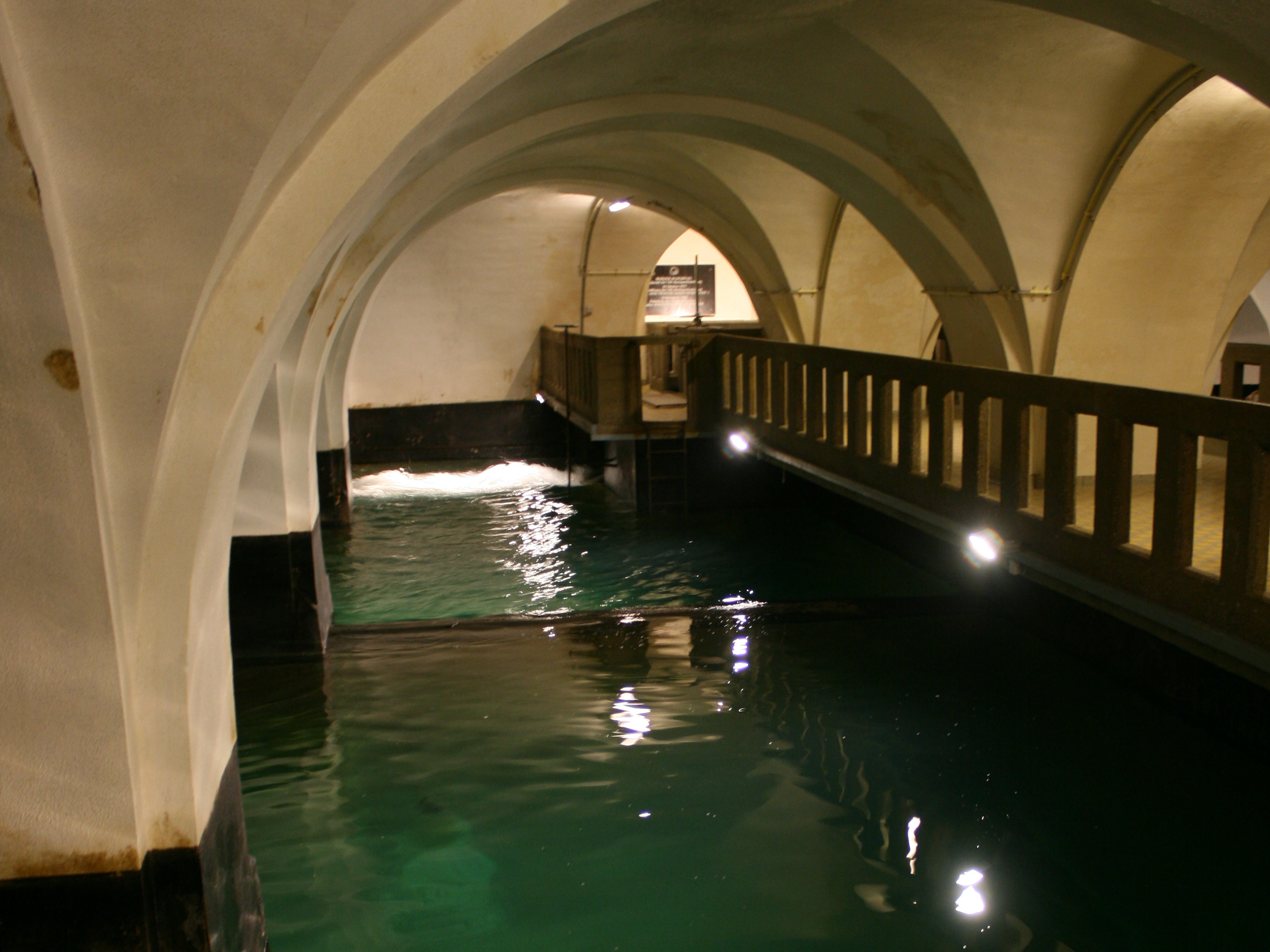
Im Behälter am Rosenhügel (Inhalt 130.000 m³)

Etwa dreißig Hochbehälter versorgen die Stadt, die in sieben Druckzonen eingeteilt ist, mit Trinkwasser. 95 % der Haushalte werden aufgrund der Gravitationsenergie – also ohne Pumpe versorgt. Nur wenige Druckzonen („gelb“) müssen mit Pumpen versorgt werden, so beispielsweise der Wohnpark Alt-Erlaa oder der Millennium Tower, welche hauseigene Pumpen besitzen.
Markante Hochbehälter sind der mittlerweile stillgelegte Wasserturm Favoriten am Wienerberg oder auch der Wasserbehälter Bisamberg, dessen Fassade vom Bildhauer Gottfried Kumpf gestaltet wurde. Durch die vielen Behälter können die Tagesspitzen abgedeckt werden.

### Wasserqualität

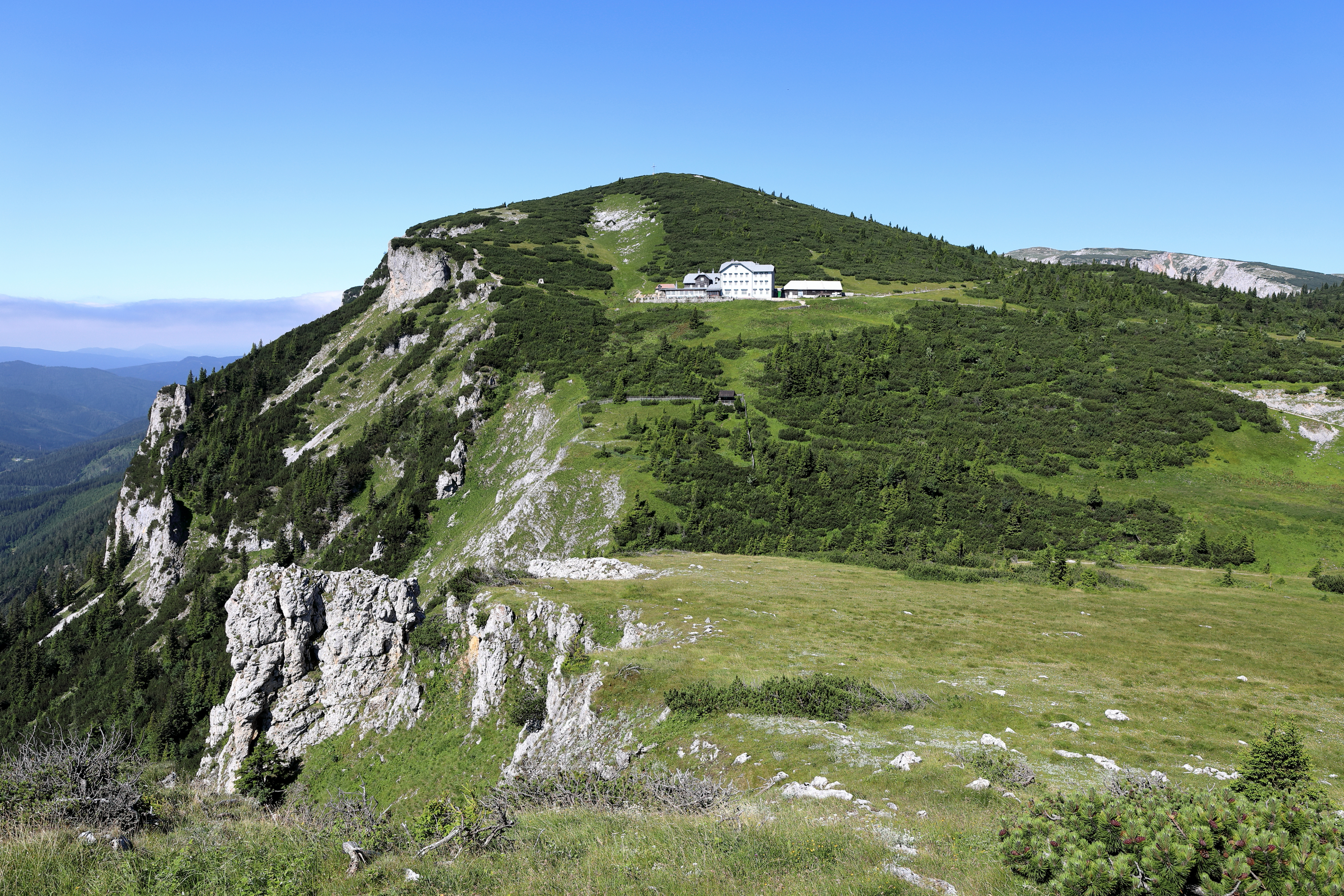
Quellgebiet Raxalpe

Durch die Lage der Quellen im reinen Karstgebiet ist die Durchflussgeschwindigkeit durch den Boden meist sehr hoch. Da das Wasser durch den Kalkstock nach 8 bis 10 Stunden bereits wieder aus der Quelle fließt, ist die Reinigungswirkung nicht sehr stark. Das Quellgebiet in den Voralpen wurde aber bereits 1965 in einer Größe von 600 km² als Wasserschutzgebiet deklariert, wodurch das Wasser der beiden Hochquellenwasserleitungen auch heute, trotz veränderter Umweltbedingungen, so sauber ist, dass es nicht aufbereitet werden muss.
Die Wiener Wasserwerke arbeiten eng mit der Forstverwaltung der Stadt Wien zusammen, um zielgerichtete Aufforstungen zur vermehrten Bildung von Humus zu betreiben, der in der Lage ist, das Wasser zu speichern und zu reinigen. Zudem hat sich die Stadt Wien auch an einer fachgerechten Wasserentsorgung der in dem Gebiet liegenden Schutzhütten beteiligt. Durch den kurzen Aufenthalt des Wassers im Boden ist es mit 7–9 deutschen Härtegraden (dH) eher weich. Wasser aus dem Wasserwerk Lobau hat eine Gesamthärte von rund 18 dH. Die Wasserhärte des Leitungswassers schwankt in allen Bezirken zwischen 6 und 11 (in manchen bis 14 dH).

### Wasserpreis
Der Wasserpreis betrug 2019 pro Kubikmeter 1,92 Euro, die Gebühr für den Wasserzähler 25 bis 309 Euro je Kalenderjahr, abhängig von der Anschlussgröße.

## Museen
In Kaiserbrunn und in Wildalpen sind zwei Museen eingerichtet, die sich speziell mit dem Bau und Betrieb der Wasserleitung beschäftigen:
- Wasserleitungsmuseum Kaiserbrunn in Reichenau an der Rax
- Wasserleitungsmuseum Wildalpen im steirischen Salzatal

Der Wasserturm am Wienerberg wird regelmäßig für Ausstellungen genutzt, die nichts mit Wasser zu tun haben, westlich von ihm ist der Wasserspielplatz Wasserturm eingerichtet, auf dem im Juni das Wasserfest veranstaltet wird.

## Zusatzaufgaben für die Stadt Wien
Anlässlich der Erteilung der Wasserkonsense für die beiden Hochquellenwasserleitungen wurde die Stadt Wien unter anderem auch zur Trinkwasserversorgung von Naßwald und Matzendorf, aber auch zur Erhaltung von Straßen und Brücken in den Forstgebieten verpflichtet. So betreut das Land Wien im Land Niederösterreich 32 Brücken im Raum Nasswald, Hirschwang und Stixenstein und im Land Steiermark 21 Brücken im Raum Wildalpen. Im Jahr 2011 wurden etwa die Rechenbrücke und die Schneiderbrücke von der Stadt Wien neu errichtet.

## Internationale Arbeitsgemeinschaft der Wasserwerke im Donaueinzugsgebiet (IAWD)
Die 1993 gegründete Internationale Arbeitsgemeinschaft der Wasserwerke im Donaueinzugsgebiet hat ihren Sitz bei den Wiener Wasserwerken im Amtshaus Grabnergasse in der Grabnergasse in Wien (Mariahilf).